# Sante Peranda
Sante Peranda, Venise, (1566 - 1638) est un peintre italien baroque de l'école vénitienne qui a été actif à Venise à la fin du XVIe et du début du XVIIe siècle.

## Biographie
Sante Peranda a été l'élève du peintre Leonardo Corona et ensuite de  Palma le Jeune.
Parmi ses élèves on note Francesco Maffei, Matteo Ponzone, et Filippo Zaniberti.
Il a également travaillé au service de la famille Pico seigneurs de Mirandola

## Œuvres
- Portrait d'Alexandre I Pico,
- Portrait du Père Quistello,
- Dessin de Laura d'Este Pico,
- La Conversion de saint Paul,
- Saint Étienne, Cathédrale de Santa Maria Maggiore, Mirandola.
- Vierge avec les saints François et Charles Borromée, cathédrale de Santa Maria Maggiore, Mirandola
- Stigmates de saint François, église de San Francesco, Mirandola.
- Retable de San Martino, église de San Martino de Rio, Scorzè.
- Guérison monastique
- Portrait d'une jeune fille près d'une table
- La Défaite des sarrasins, palais ducal, Modène.
- Glorieux mystères (1623), église de San Nicolò, Trévise.
- François d’Assise recevant l’enfant Jésus de la Vierge Église San Francesco della Vigna  Venise
- Armoiries du Baflon, salle du scrutin, Palais des Doges,Venise[2].